# Meranchre Mentuhotep
Meranchre Mentuhotep (V.) war ein altägyptischer König (Pharao) der Zweiten Zwischenzeit (ca. 1780 – 1550 v. Chr.). Seine genaue Einordnung ist unsicher.

## Belege
Mer-anch-Re (korrekt: Meri-Anch-Re) Mentuhotep ist bisher nur von zwei Statuen bekannt. Eine dieser Statuen fand sich im Amun-Re-Tempel in Karnak und ist dem Sobek geweiht. Sie befindet sich heute im Ägyptischen Museum in Kairo. Die andere Statue befindet sich heute im Britischen Museum. Ihre Herkunft ist unbekannt. Anhand des Fundortes der Statue kann angenommen werden, dass der Herrscher in Oberägypten oder zumindest in Theben regierte. Kim Ryholt ordnet ihn deshalb seiner 16. Dynastie zu, die er als thebanisch definiert. Andere Autoren sehen in ihm einen Herrscher der 13. Dynastie.